# AMS Euler
AMS Euler è un tipo di carattere corsivo dritto così denominato in onore di Eulero.

## Storia
Questo font fu commissionato dalla American Mathematical Society e disegnato e creato da Hermann Zapf con l'assistenza di Donald Knuth. Cerca di emulare lo stile della calligrafia di un matematico che scriva entità matematiche sulla lavagna, che è dritto, piuttosto che inclinato. Si mescola molto bene con altri tipi di carattere disegnati da Hermann Zapf, come il Palatino Linotype, l'Aldus ed Melior, ma molto male con il Computer Modern, il font predefinito dal sistema di composizione tipografica TEX.
Implementato in origine con METAFONT, AMS Euler è stato usato per la prima volta nel libro Concrete Mathematics, di cui Knuth fu coautore, che era dedicato ad Eulero. Lo stesso libro ha visto anche il debutto del tipo di caratteri Concrete Roman, disegnato per accostarsi bene con AMS Euler. Il font è anche disponibile in altri formati, tra i quali il PostScript Type 1 e il TrueType.

Equazioni scritte con AMS Euler. Notare che il testo usato per le funzioni seno e coseno usa un font diverso.